# Венгерская реформатская церковь
Венгерская реформатская церковь (венг. Magyarországi Református Egyház) — кальвинистская деноминация Венгрии, которой принадлежит 20 % населения страны (преимущественно в Альфёльде). Возглавляется епископом Дебрецена. Кальвинизм является вторым вероисповеданием Венгрии после католицизма. Как и прочие протестанты, венгерские реформаты признают только два таинства и отвергают иконы.
Центральным собором церкви считается собор Дебрецена в стиле классицизма на 3000 мест.

## История
Первоначально в 1545 году венгерские протестанты приняли Аугсбургское исповедание, но затем обратились к кальвинизму, приняв в 1567 году Гельветское исповедание. В дальнейшем германо-венгерское противостояние привело к тому, что немцы консолидировались под знаменем лютеранства, а венгры — кальвинизма. В 1920 году от ВРЦ отделились Реформатская церковь Румынии, Закарпатская реформатская церковь, Реформатская христианская церковь Словакии, Христианская реформатская церковь Югославии (в 1993 году разделилась на Христианскую реформатскую церковь Сербии, Реформатскую Христианскую Церковь Хорватии и Реформатскую церковь Словении).

## Организация
Высший орган Венгерской реформатской церкви — синод (zsinat), между синодами — синодальный совет (Zsinati Tanács).
Венгерская реформатская церковь состоит из 4 епархий (egyházkerület):
- Предтисская реформатская епархия (Tiszáninneni református egyházkerület)
- Транс-тисская реформатская епархия (Tiszántúli református egyházkerület) (кафедра в Дебрецене)
- Наддунайская реформатская епархия (Dunamelléki református egyházkerület)
- Задунайская реформатская епархия (Dunántúli református egyházkerület)

Епархии делятся на 27 благочиний (egyházmegye), благочиния делятся на приходы (egyházközség).
Епархии
Высший орган епархии — епархиальное собрания (egyházkerületi közgyűlés), между епархиальными собраниями — епархиальный совет (egyházkerületi tanács), высшее должностное лицо епархии — епископ (püspök).
Благочиния
Высший орган благочиния — благочинническое собрание (egyházmegyei közgyűlés), между благочинническими собраниями — благочиннический совет (egyházmegyei tanács), высшее должностное лицо благочиния — декан (esperes),
Приходы
Высший орган прихода — приходское собрания (egyházközségi közgyűlés), между приходскими собраниями — пресвитерии (presbitérium), высшее должностное лицо пастор (lelkipásztor).